# Madhya Pradesh
Madhya Pradesh (în hindi Provincia Centrală) este un stat din centrul Indiei. Capitală este Bhopal, iar cel mai mare oraș Indore, alte orașe mari fiind Jabalpur, Gwalior, Rewa și Ujjain. Madhya Pradesh este cel de-al doilea stat indian ca suprafață și cel de-al cincilea stat ca populație cu peste 75 milioane de locuitori. Se învecinează cu statele Uttar Pradesh la nord-est, Chhattisgarh la sud-est, Maharashtra la sud, Gujarat la vest și Rajasthan la nord-vest.
Madhya Pradesh a fost creat în 1950 după obținerea independenței de India, cu orașul Nagpur fiind capitala sa: acest stat cuprindea părțile de sud ale Madhya Pradesh din prezent și porțiunea de nord-est a Maharashtrei din prezent. În 1956 acest stat a fost reorganizat și o parte a sa a fost unită cu statele Madhya Bharat, Vindhya Pradesh și Bhopal, formând noul stat Madhya Pradesh. Acesta a fost cel mai mare în India până în 2000, când regiunea sa de sud-est, Chhattisgarh, a fost desemnată un stat federal separat.

Harta fizică a Madhya Pradesh

Râul Narmada curge prin centrul statului de la est la vest cu munții Vindhya la nord și munții Satpura la sud; aceste lanțuri muntoase și Narmada reprezintă granița tradițională dintre nordul și sudul Indiei. Punctul cel mai înalt este muntele Dhupgarh cu înălțimea de 1350 m.
Madhya Pradesh se bucură de o climă subtropicală cu o vară fierbinte și uscată (aprilie - iunie), urmată de ploile musonice (iulie - septembrie) și o iarnă răcoroasă și relativ uscată. Precipitațiile anuale însumează în mediu 1,194 mm.

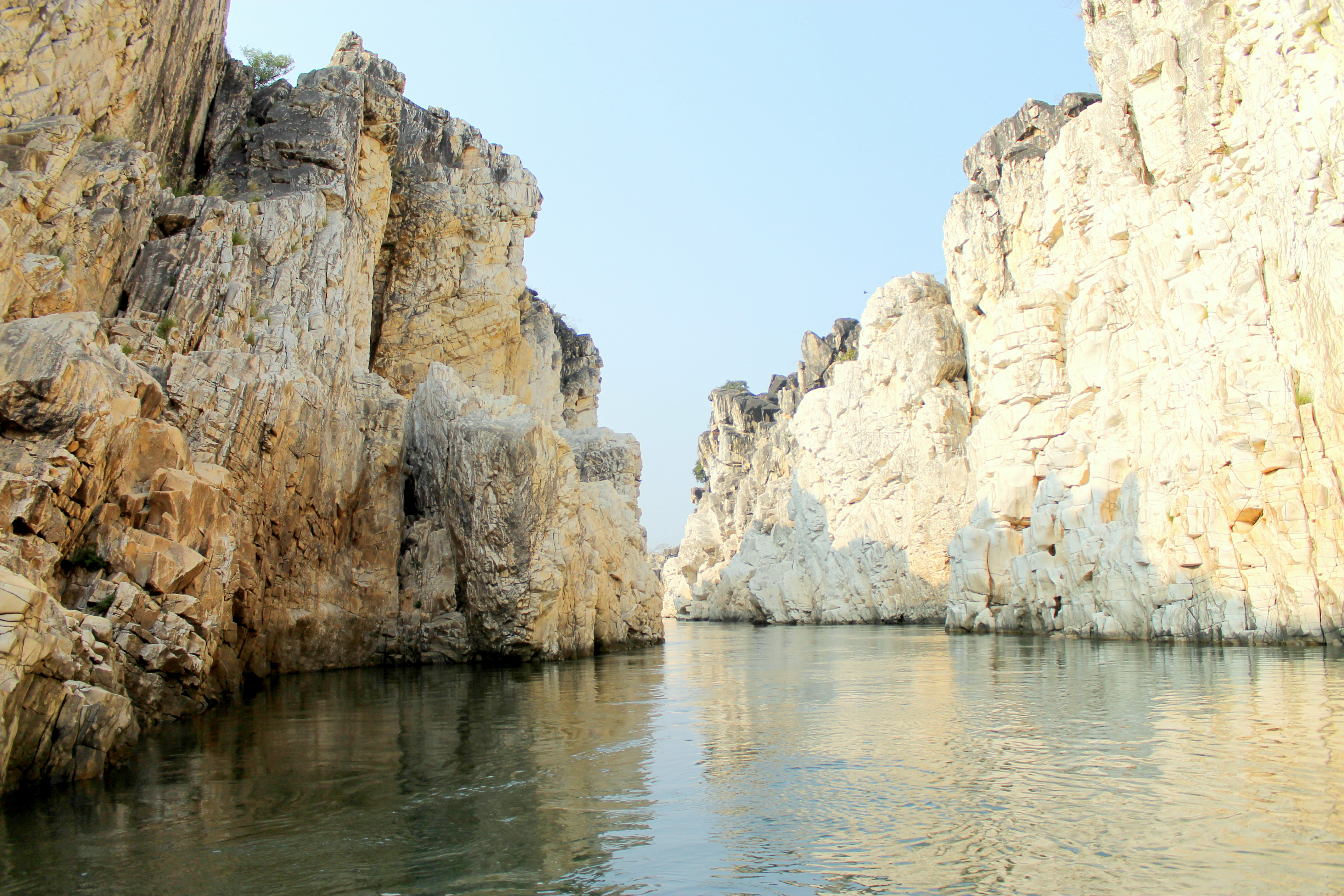
Stânci de marmură pe râul Narmada

Conform datelor din 2011 pădurile acoperă 94.689 km2 sau 30,72% din suprafața statului, ceea ce reprezintă 2400 m2 pe cap de locuitor în comparație cu media națională de 700 m2.
Limba oficială a statului este hindi, vorbită de 67,98% dintre locuitori. Majoritatea  populației (90,89%) profesează hinduismul.
Economia Madhya Pradesh este a zecea ca mărime în India cu un PIB de 110 miliarde dolari SUA și un PIB pe cap de locuitor de 1300 dolari SUA. Fiind bogat în resurse minerale, Madhya Pradesh posedă cele mai mari zăcăminte de diamante și cupru în India.